# Céramique sigillée
La céramique sigillée, anciennement appelée poterie samienne, est une céramique fine destinée au service à table caractéristique de l'Antiquité romaine. Elle se caractérise par un engobe rouge grésé cuit en atmosphère oxydante, plus ou moins clair ; et par des décors en relief, moulés, imprimés ou rapportés. Certaines pièces portent des estampilles qui ont donné son nom à cette céramique, sigillée venant de sigillum, le sceau. Ce type de poterie rencontra un très grand succès dans le monde méditerranéen à partir du règne d'Auguste.
Plusieurs grands centres de production sont connus dont il est possible de retracer la chronologie d'activité, en particulier celle de leur déplacement vers les provinces romaines en liaison avec le déplacement des zones de diffusion de cette céramique. Facilement identifiables et datables, les tessons de céramique sigillée constituent un important fossile directeur dans les fouilles archéologiques et sont de précieux indices pour dater des stratigraphies.

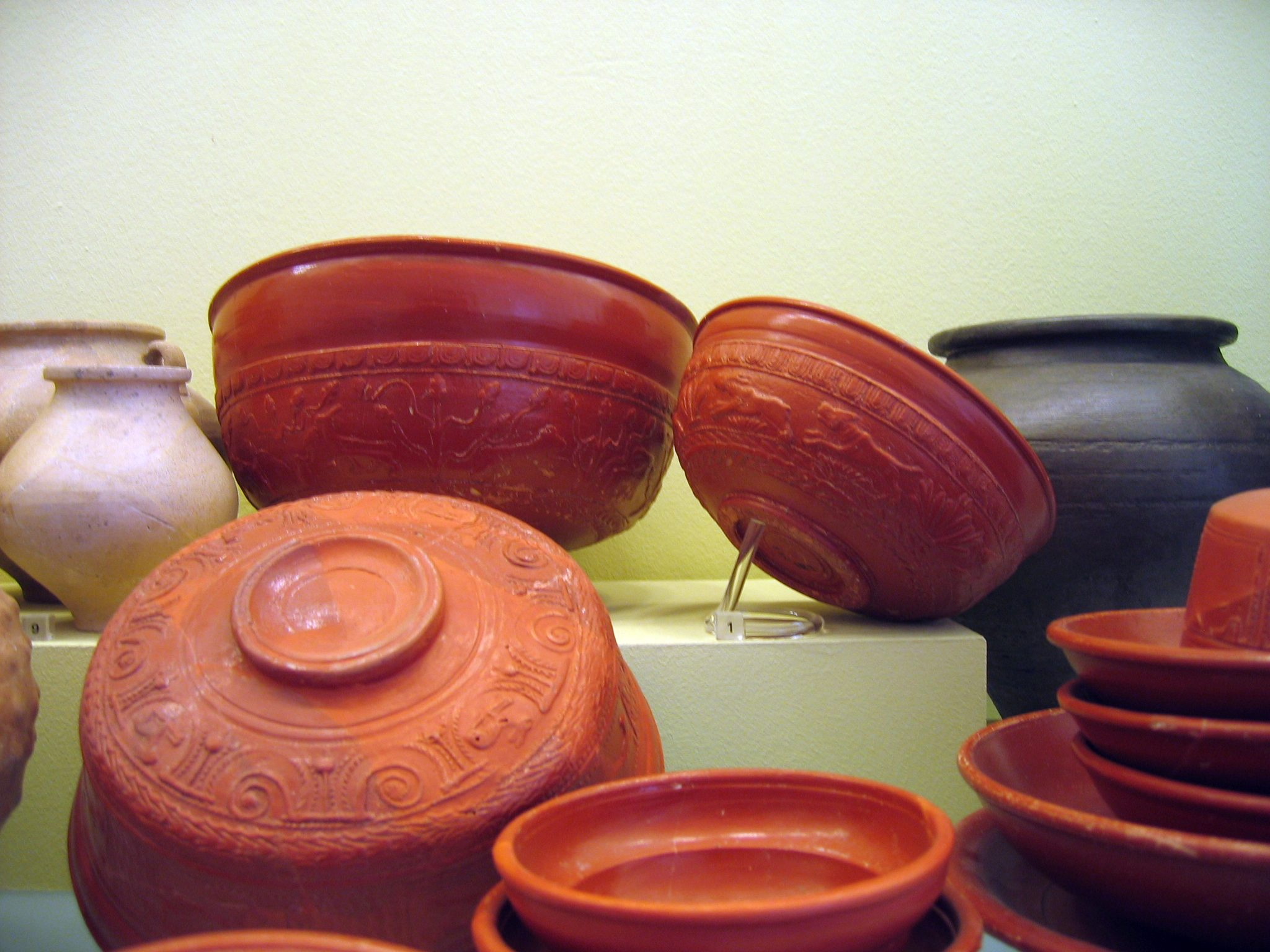
Céramique sigillée rouge
(Musée régional archéologique de Constance, All.)

## De l’Italie aux provinces: histoire de la diffusion de la céramique sigillée

### Origine
La céramique à vernis rouge, recouverte d'un engobe grésé cuite en atmosphère oxydante (eastern sigillata A) est très en vogue dès le IIe siècle av. J.-C. dans le Proche-Orient hellénistique, de même que les décors en relief moulés ou à la barbotine (bols hellénistiques à relief). Ce sont très probablement les nombreux commerçants italiens et les légionnaires romains présents dans cette région qui introduisent la mode en Italie.

### Les potiers d’Arezzo
La céramique arétine introduit cependant des ruptures importantes. Rupture formelle tout d'abord : après des siècles de prédominance de la céramique à vernis noir, la mode de la céramique à vernis rouge s'impose. Rupture aussi dans les techniques de production qui nécessitent la mise au point de techniques nouvelles de décoration et de cuisson. De -50 à -30 on assiste à la mise en place de cette production, par tâtonnements, à partir de la Campanienne B produite en Étrurie. Une fois mise au point, la nouvelle céramique connaît un succès fulgurant et supplante très rapidement les productions campaniennes. L'époque d'Auguste (-27 à 14) constitue l'apogée de la production, qui connaît un quasi-monopole dans le commerce de la céramique fine dans l'occident romain et prend même une place importante dans la partie orientale de la Méditerranée. Cette céramique connaît aussi une diffusion forte vers le Nord dans les régions gauloises.
Les ateliers d'Arezzo sont localisés en milieu urbain et très concentrés, ce qui forme un paysage urbain pré-industriel peu courant dans le monde avant le XVIIIe siècle. La main-d’œuvre mobilisée est très nombreuse : on connaît 2 600 signatures de potiers environ, beaucoup de vases par ailleurs ne sont pas signés et les signatures peuvent nommer un responsable de fabrication derrière lequel il faut imaginer des ouvriers nombreux. La réalisation des vases décorés en relief demande une qualification et un savoir-faire remarquable. Main-d’œuvre nombreuse, parfois très qualifiée, cuisson délicate des céramiques dans des fours importants (fours à tubulures), standardisation des productions (décors reproduits par impression de poinçons) : la production de sigillée d'Arezzo atteste d'un dynamisme économique remarquable, signe sans doute d'une grande rentabilité des productions.
À partir des années 50 de notre ère, la production d'Arezzo cède la place à des productions provinciales plus dynamiques, qui reprennent les formes - mais non les techniques (voir section « L'introduction de la production en Gaule ») - de l'arétine. La découverte d'un lot de céramique de la Graufesenque à Pompéi en 79,, enseveli par l'éruption, témoigne pleinement du passage de la production de l'Italie vers les provinces, et donc de l'inversion d'un flux commercial facilement décelable par les archéologues.[réf. nécessaire]

### Les ateliers gaulois

#### L'introduction de la production en Gaule
La conquête romaine de César, puis l’organisation augustéenne (27 av. J.-C. - 14 apr. J.-C.) des provinces a déplacé le centre de gravité de l’occident romain vers le nord. La présence, au tournant de notre ère, de très nombreuses légions au nord de la Gaule sur le Rhin a entraîné l’émergence rapide d’un important marché pour des biens de consommation romains dans ces régions. À cette installation de consommateurs romains puis romanisés a répondu un déplacement ou un renforcement des axes commerciaux le long de l’axe Rhône-Saône, puis vers le Rhin. Les producteurs de sigillée n’ont pas tardé à ouvrir des filiales de leurs officines dans des régions plus proches de ces nouvelles régions de consommation. Produit d'utilisation courante et abondant, particulièrement de la période tibérienne (vers 15/20) à la première moitié du IIe siècle, la sigillée est du point de vue de l'archéologie le « fossile directeur » le plus étudié.
Le déplacement initial de potiers italiens a rapidement entraîné une très importante production par des potiers gaulois. Ces nouveaux centres de production ont d’abord produit des imitations des formes et décorations de la céramique arétine avant de développer ensuite leur propre répertoire de forme et de décoration. Mais l'évolution des techniques de production n'a pas suivi celle des formes, et de ce point de vue les « présigillées » gauloises sont délibérément différentes quant à la préparation de l'engobe et la cuisson : dès le début et de façon soudaine, de nouveaux procédés ont été utilisés pour s'adapter à une production différente et à de nouveaux besoins, c'est-à-dire un coût moindre et une diffusion locale. Ces différences s'accompagnent d'un changement d'organisation et de structures, car les normes plus strictes s'imposent pour les étapes de fabrication : choix des matériaux, préparation et cuisson communes, homogénéité sur toute la ligne de production. L'organisation collective qui se met alors en place se rapproche d'un mode de production de type « industriel »
Dans le sud de la Gaule, les ateliers sont installés principalement à la frange sud du Massif Central. Tous n’ont pas eu non plus la même zone de diffusion.

#### Les ateliers deLugdunum(Lyon)
La production de Lugdunum n'égala pas le volume et la diffusion des ateliers de Gaule du sud et de Gaule centrale ; elle est cependant l'une des premières en Gaule. Des artisans italiens s'installent à Lugdunum dans les années vers 30/20 av. J.-C. jusque dans les années 20/30 apr. J.-C.. La production de céramique sigillée migre ensuite vers d'autres centres gaulois, à Lezoux et à La Graufesenque. On a retrouvé à Lyon des fragments de moules fabriqués à Arezzo, prouvant que la production lyonnaise est une succursale des poteries d'Arezzo - dont le potier Atticus, qui avait aussi des succursales à Pise et à Ostie.

#### Les ateliers de la Gaule du Sud
Deux ateliers dominent la production de sigillée du sud de la Gaule : Montans et la Graufesenque,.
Montans
L'aire de diffusion de la production de Montans couvre essentiellement la façade atlantique de la Gaule de l'Ouest, à partir de l'axe Aude-Garonne, l’actuel Pays basque espagnol et la Bretagne romaine (actuelle Grande-Bretagne). Produisant au départ des copies de produits italiques, Montans est ensuite très dépendant de la production de la Graufesenque. Les productions du IIe siècle sont de qualité médiocre.[réf. nécessaire]
La Graufesenque
Situé en France dans l’Aveyron près de Millau, c'est l'un des ateliers les plus célèbres et les mieux étudiés. La diffusion de sa production est exceptionnellement étendue et se retrouve dans tout l'occident romain, mais aussi dans la Germanie libre ainsi qu'en Grèce, en Syrie, en Égypte et sur les côtes de la mer Noire. La Graufesenque est le centre de production le plus important du Ier siècle. Des aménagements considérables permettent une production en quantités énormes : on a ainsi retrouvé une structure de plus de onze mètres de long, longtemps identifiée à un four mis en service de 80 à 120 environ. Des graffitis retrouvés sur des tessons de poteries nous permettent de connaître un peu mieux l'organisation de la production à La Graufesenque. Ces comptes de potier donnent des listes correspondant aux fournées avec le nom des potiers, les types de vases et leur nombre, dans une langue mélangeant le gaulois et le latin. L'un de ces comptes totalise 25 385 vases et un autre 33 845, des chiffres qui témoignent de l'ampleur de l'activité déployée sur ce site, et correspondraient à la contenance d'un four qui aurait cinq mètres de diamètre.[réf. nécessaire] 

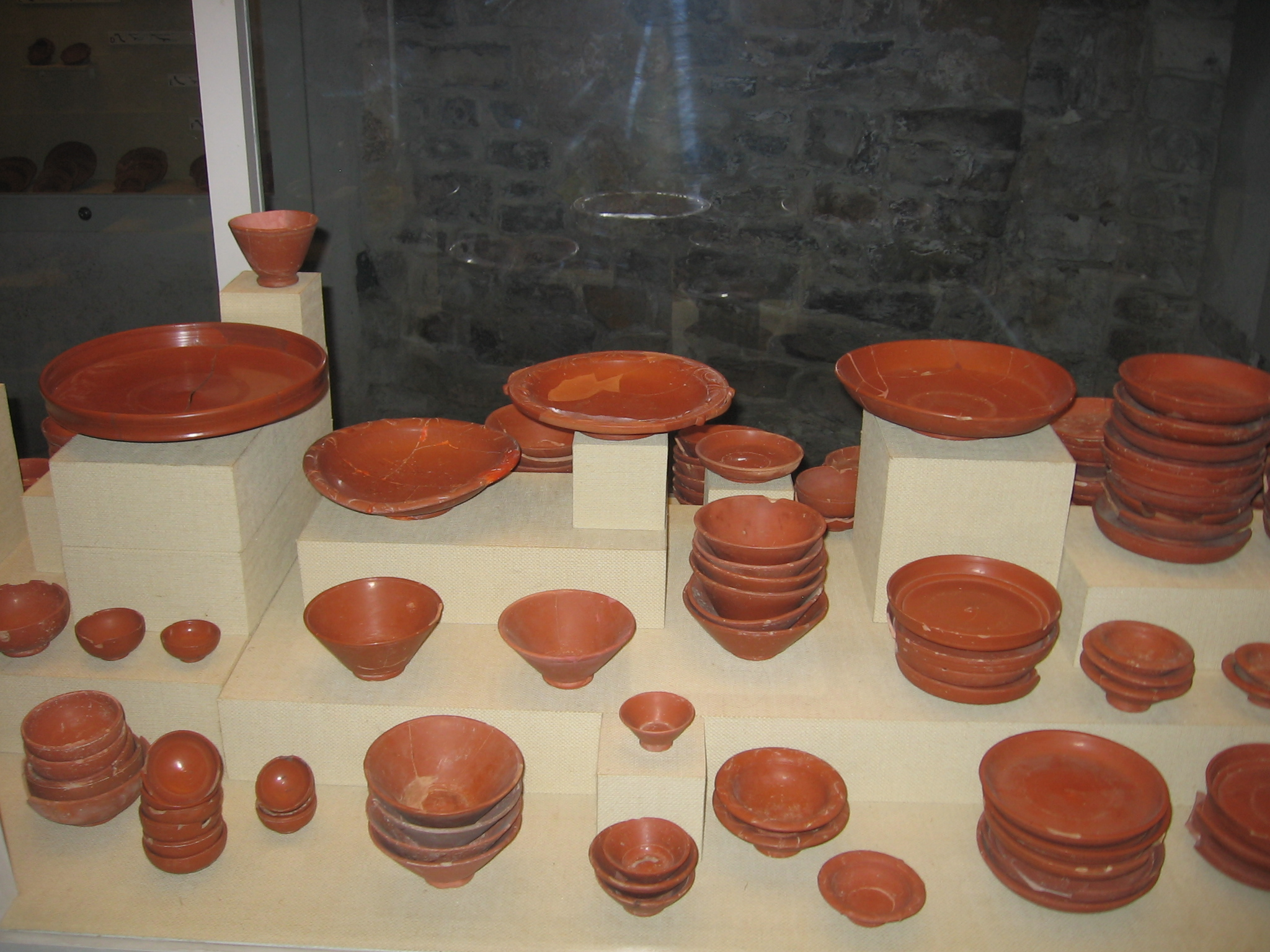
Productions de La Graufesenque

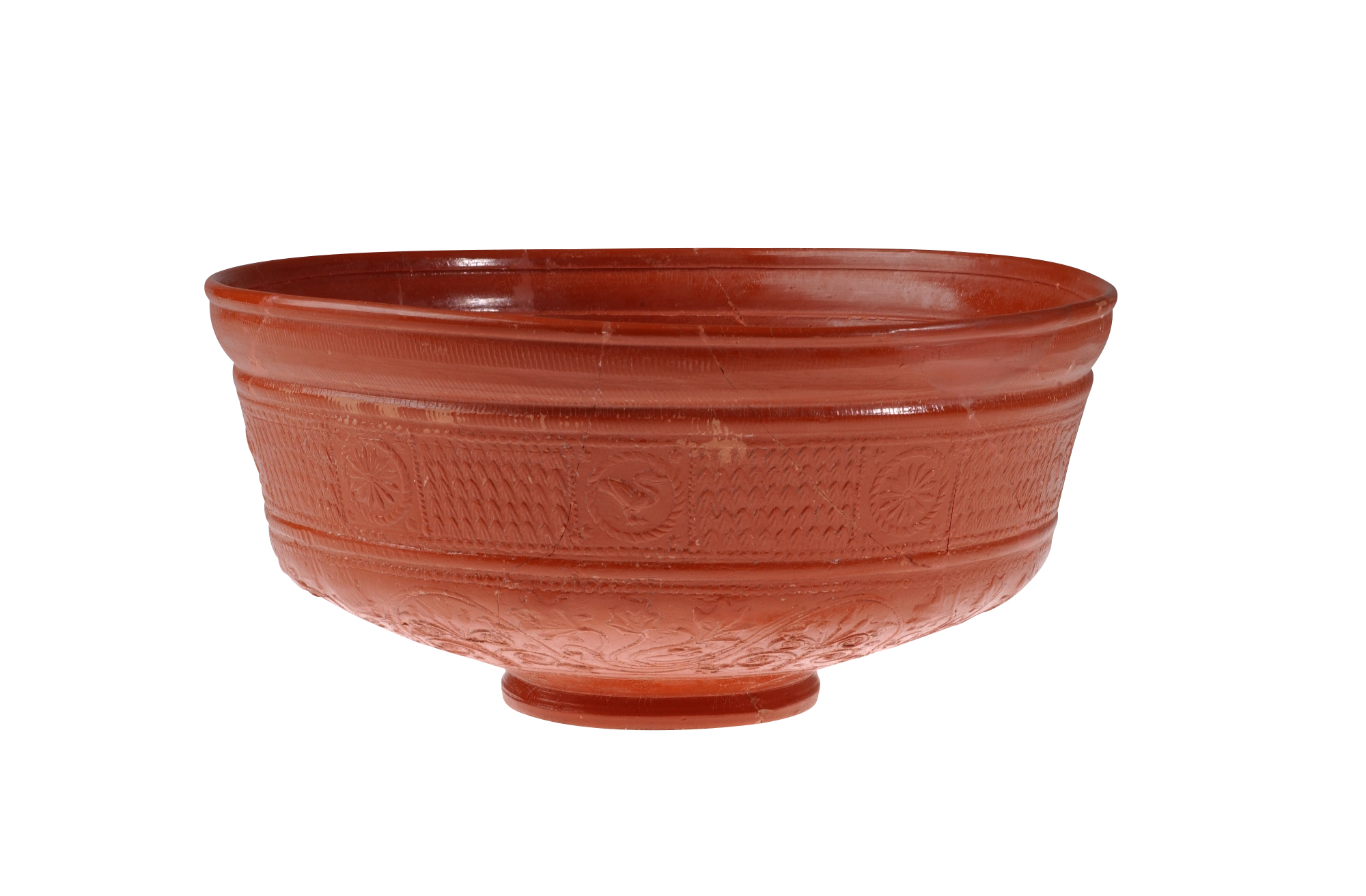
Bol en céramique sigillée de La Graufesenque, 50-85 apr. J.-C., trouvé à Tongres (Belgique), Musée gallo-romain de Tongres

Dès l'époque augustéenne (27 av. J.-C. - 14 apr. J.-C.) le site accueille des ateliers de potiers qui s'inspirent des productions italiques. Ces ateliers de présigillées n'utilisent toutefois pas la cuisson dans des fours à tubulures (cuisson en mode C). Leur production n'a qu'une diffusion régionale et est connue essentiellement par la fouille du dépotoir dit du « cendrier ». La production de sigillées véritables sur le site constitue une rupture technique avec ces productions de « présigillées ». Elle débute vers 20 et connaît rapidement une très grande diffusion. Assez rapidement, des formes nouvelles sont créées et le site bénéficie de la belle couleur rouge vif de ses productions. Les années 40 représentent la période de qualité maximale. Les cadences et la production s'accélèrent vers 60-80, mais la qualité s'en ressent. La fin du Ier siècle est marquée par la concurrence d'autres sites, et la montée en puissance de Lezoux sonne finalement le glas de la Graufesenque vers 120.[réf. nécessaire]
Banassac
Avant de faire partie du groupe d'ateliers de la Graufesenque, Banassac est un atelier indépendant : au début du Ier siècle des artisans locaux y produisent des céramiques communes mais aussi des vases peints à engobe blanc et aux décor géométriques, et des vases décorés par estampilles dans le style Gergovie - mont Beuvray. Vers le milieu du Ier siècle de nouveaux ateliers sont créés par des potiers gallo-romains venant de la Graufesenque, site alors en plein essor et cherchant à développer des succursales pour répondre à la demande du marché. Ainsi on trouve à Banassac les potiers Bassus-Coelus, Felix-Mommo et Amandus, qui moulent des vases carénés et font fréquent usage des poinçons de la Graufesenque. Vers 70 apr. J.-C., la forme carénée est délaissée, les vases hémisphériques prennent le dessus - avec la forme Drag. 37 dominante, par les potiers Biragil et Natalis -, et l'exportation des produits de Banassac prend son envol : Allemagne, Suisse, Autriche, Grande-Bretagne, Asie Mineure et bords du Danube. L'aire de diffusion de sa production suit l'axe Rhône-Rhin, se répandant dans toute la Gaule centrale et la Gaule Belgique ainsi que le long de l'axe ligérien. À partir de cette vaste zone, les céramiques de Banassac suivent aussi l'axe du Danube et sont retrouvées en Germanie indépendante. Leur diffusion touche aussi l'Italie du Nord et la Campanie, la Maurétanie Tingitane et la Syrie. L'apogée de l'atelier se situe vers 120-140.[réf. nécessaire]
Les céramiques ne sont pas de qualité optimum : les pièces ne reçoivent pas assez de séchage et la netteté des décors en souffre ; les moules sont utilisés au-delà de leur durée de vie optimum : les décors et poinçons sont partiellement effacés avant que les moules soient rejetés ; et la cuisson n'est pas toujours surveillée aussi attentivement qu'il le faudrait, témoin ce bol du musée de Naples déformé par la cuisson, mais qui a malgré tout trouvé acquéreur loin de son lieu de production. Les mêmes défauts se retrouvent à la Graufesenque dans la seconde période de l'atelier.
À côté de ces produits de deuxième qualité, on trouve aussi de belles pièces fabriquées par le potier signant GERMANI FER SER, qui a vraisemblablement eu pour maître le potier Germanus de la Graufesenque ; ses poinçons et ses moules en bon état produisent des pièces que la réputation commerciale de l'atelier du maître permet d'écouler facilement.
Des souhaits, vœux et acclamations se retrouvent dans les signatures et les graffiti des pièces de la Graufesenque et d'ailleurs. La particularité de Banassac est d'en avoir fait l’essentiel du décor ; ils sont placés vers le haut de la pièce, et l'inscription est souvent précédée d'un ou de plusieurs caducées. Les pièces décadentes montrent fréquemment une rangée de métopes dans la partie basse du décor.
Banassac est actif jusque vers l’an 180 et peut-être jusqu'aux premières années du IIIe siècle.
Autres ateliers de Gaule du sud
On peut aussi citer l'atelier de Bram, en lien avec celui de Narbonne. L'atelier de Sallèles-d'Aude produit aussi de la sigillée.

#### Lezoux et la Gaule centrale
L'important centre de production de Lezoux, situé chez les Arvernes, connaît son pic de développement un peu plus tardivement que les précédents, après une histoire complexe. L'installation d'ateliers de sigillée à Lezoux prend la suite de production de céramiques locales qui présentent un début de standardisation dès la fin de l'époque de La Tène sans toutefois représenter une production très importante. À la fin de l'époque augustéenne (27 av. J.-C.-14 apr. J.-C.) et au début du règne de Tibère (14-37), Lezoux connaît « une période de courte gloire ». La diffusion de la production de Lezoux dépasse alors le cadre local et régional et les estampilles sur vases attestent dès cette époque de plus de 150 noms de potiers. La production témoigne d'une volonté explicite d'imiter les ateliers italiens d'Arezzo et d'une importante maîtrise technique. Assez rapidement toutefois, la production de ces ateliers en sigillée régresse et les artisans de Lezoux se tournent vers d'autres types de production : la sigillée devient marginale dans leur production. Selon Anne Delo Ahü ce brutal développement et cette régression seraient à expliquer par le rôle tenu par les marchands (negotiatores) dans le développement de la production : après avoir soutenu Lezoux, les marchands l'auraient abandonné parce qu'ils ne pouvaient concurrencer depuis Lezoux les productions du sud de la Gaule, « en raison d'une qualité des pâtes insuffisante et d'une partie du répertoire d'inspiration typologique indigène marquée ». Dès lors, si des ateliers de poterie sigillée sont bien attestés en Gaule centrale avant 90, leur production reste modeste et n'a pas de diffusion très importante ni très lointaine ni bien sûr une influence sur les autres productions. La sigillée produite est alors très diverse, reflet de la production de petits artisans assez isolés s'inspirant des productions d'Arezzo, de Gaule du Sud, de l'atelier de Lyon ou d'une inspiration locale. Ces petits ateliers ne semblent pas se succéder l'un à l'autre ni partager des motifs ou des poinçons et produisent des bols décorés et des bols lisses.
Vers 90 et 100 d'importants changements ont lieu, à la suite de l'arrivée de potiers fortement influencés par les productions de Gaule du Sud, en particulier de La Graufesenque. Cette influence se fait sentir à l'époque de Trajan (98-117) sur les potiers des Martres-de-Veyre. À la même époque environ, le potier Libertus apporte une dynamique nouvelle à Lezoux. Artiste sûr et technicien habile, Libertus témoigne d'influences classiques, peut-être en provenance de la Méditerranée orientale. Son œuvre fait école : par la suite les sujets et les motifs se perpétuent sur des générations avec une continuité encore décelable, quoique très affaiblie au IVe siècle. À partir du IIe siècle les poteries de Lezoux ont une pâte calcaire : les techniques de production sont désormais parfaitement assimilées, à cette époque la production de Lezoux devient aussi très importante en quantité. Le nombre des ateliers augmente, ainsi que leur taille et leur dispersion ; la structure de la production se complexifie et l'on peut même observer des phénomènes de sous-traitance. Dans la seconde moitié du IIe siècle les potiers de Lezoux perdent le marché rhénan au profit des ateliers de Gaule de l'Est, mais continuent à vendre dans toute la Gaule et sur le Danube. En Gaule, la diffusion est abondante sauf dans le sud, et elle est rare en Espagne ou en Italie. Cette lacune est peut-être due aux fluctuations de la mode, détrônant la sigillée pour une vaisselle plus sobre et plus claire. La production cesse au IVe siècle après que les caractéristiques de la sigillée se sont progressivement perdues.
Outre l'atelier de Lezoux, les principales officines de sigillée en Gaule centrale sont, du nord au sud : Bourbon-Lancy ; Gueugnon ; Saint-Bonnet (à Yzeure) ; Toulon-sur-Allier ; Lubié (à Lapalisse) ; Vichy ; Terre-Franche (à Bellerive-sur-Allier) ; Courpière ; les Queyriaux (à Cournon-d'Auvergne) ; Les Martres-de-Veyre ; Manglieu ; Saint-Rémy-en-Rollat.

#### Les ateliers de la Gaule de l’Est

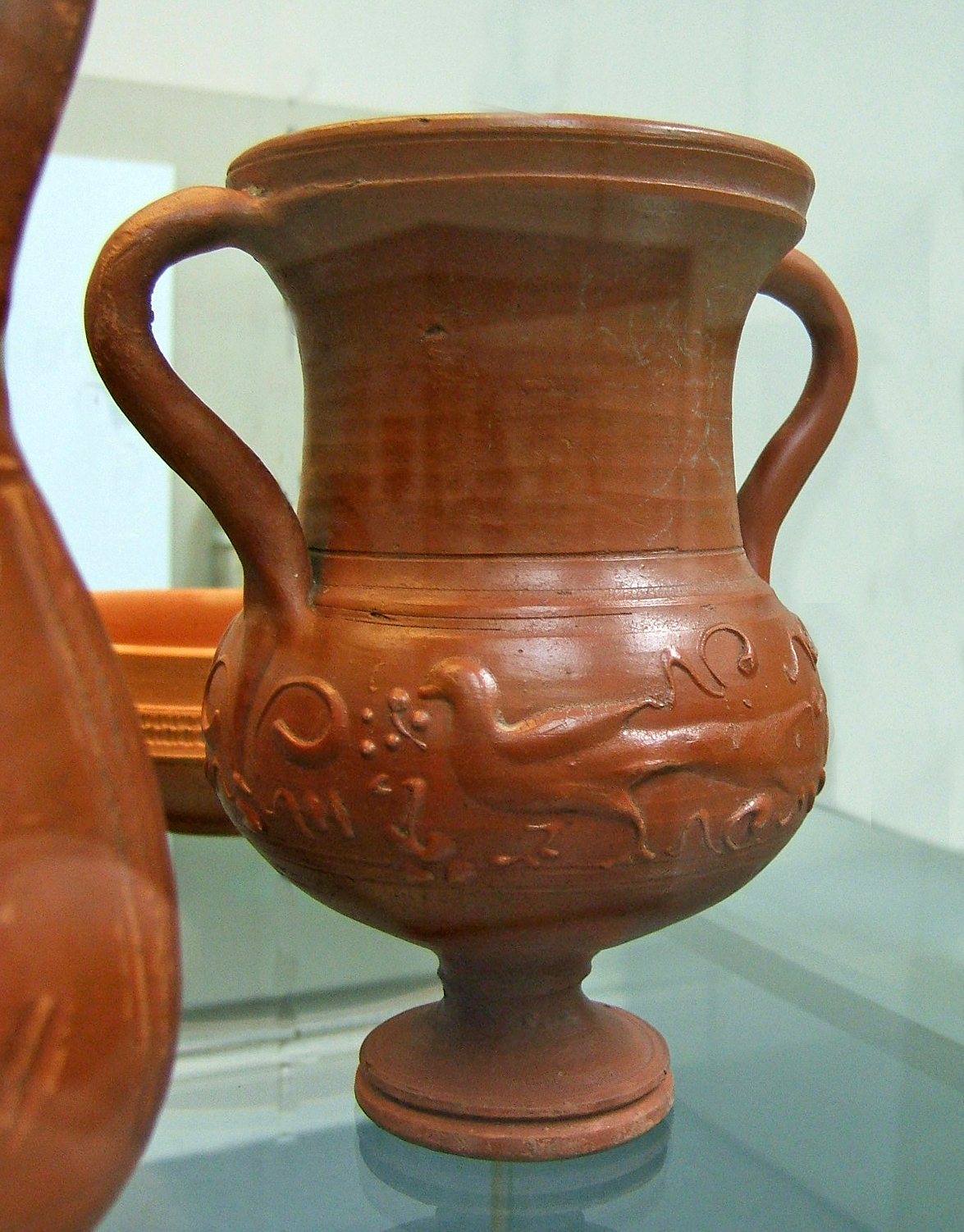
Vase produit à Rheinzabern
(British Museum, Londres)

La production sigillée apparaît dans l’est à une date assez haute sans pour autant être directement liée aux succursales italiques : elle n’imite pas les productions d’Arezzo ou de Pouzzoles, aussi touche-t-elle peu d’abord la clientèle des soldats romains des provinces frontières qui s’approvisionnent en Italie puis en Gaule méridionale et centrale. Aussi l’époque de grande production de ces ateliers est encore plus tardive que celle des ateliers de Gaule centrale. Il est possible de distinguer plusieurs régions de production :
- Les ateliers céramiques de l'Argonne (officines de Lavoye, Avocourt, Les Allieux, Pont-des-Rèmes, etc.)
- Sur un axe nord-sud allant du territoire Séquane à la Germanie inférieure (officines de Chémery, Luxeuil, La Madeleine - vers Nancy -, Mitellbronn à l'est de Strasbourg, Vinzing au sud de Cologne, Rheinzabern au sud de Mayence vers 140 , etc.)
- Dans la région du Neckar-Danube (officines de Kraherwald, de Westerndorf, etc.)

Ces ateliers n’ont pas tous une même chronologie. L’atelier de la Madeleine alimente le marché local au IIe siècle. À partir des années 140-150, le site de Rheinzabern se développe, c’est l’un des plus importants de la Gaule de l’Est : il compte environ 300 potiers. Sa production se substitue sur le Rhin et le Danube à celle de la Gaule méridionale. Il est aussi en concurrence avec la production de Trèves. Les ateliers d’Argonne voient leur production apparaître vers 120 sur la base d’imitation de la Gaule centrale avant de reprendre des formes plus rhénanes. Leur diffusion concerne surtout le nord de la Gaule et la Belgique. L’officine de Lavoye vend aussi en Bretagne et Germanie.
À partir de 120 les ateliers gaulois du centre puis de l'est développent une production céramique spécifique à la Gaule, la poterie à couverte métallescente. Ces vases possèdent une surface brillante, d'aspect métallique qui peut recevoir des décors variés, à l'instar de la sigillée. Cette production se développe fortement aux IIIe et IVe siècles, en un moment où la sigillée gauloise voit sa production décroître en quantité et en qualité. Les ateliers de Rheinzabern et de Trèves disparaissent dans les difficultés du IIIe siècle. Ceux d’Argonne survivent et se développent après les invasions de ce siècle. Lavoye produit toujours, la décoration à la molette est très utilisée.

### L'Espagne
Les provinces hispaniques connaissent aussi une production de céramique sigillée importante,. Les ateliers de sigillées de La Rioja (Tritium Magallum) vivent une expansion importante à partir du règne de Vespasien. On y connaît la famille des Mamilii, propriétaires fonciers qui profitent de la production et du commerce de ces céramiques et intègrent l'élite locale de la cité. Des centres de production sont aussi attestés à Grenade et à Andujar (Jaén),. L'Espagne a connu une production de sigillée tardive aux IVe et Ve siècles.

### L'Afrique
Les sigillées italiques et de la Gaule du Sud sont exportées vers l'Afrique romaine au Ier siècle. Une production locale se développe à partir du milieu de ce siècle à l'imitation de modèles italiens et gaulois. Toutefois, dès l'époque des Flaviens, on peut considérer ces productions comme autonomes du point de vue stylistique et technique par rapport aux sigillées à vernis rouge classiques. Les sigillées claires africaines inondent alors les régions littorales de l'Occident romain, notamment l'Italie, l'Espagne et le sud de la Gaule du IIe au VIIIe siècle, évinçant les sigillées classiques à partir des Antonins.[réf. nécessaire] Sa vaste diffusion va du Portugal à la Mer Noire (ouest-est), et de l’Écosse à la haute vallée du Nil voire jusqu’en Éthiopie (nord-sud).
En 1996 la sigillée africaine est définie comme « une céramique fabriquée dans plusieurs aires de production et d’ateliers de l’Afrique Proconsulaire et de la Maurétanie [Césarienne] (de l’Algérie à la Libye, avec un épicentre en Tunisie) ; appartenant à une même tradition artisanale qui se développe entre le Ier et le VIIe siècle ; qui répond à la demande des marchés régionaux africains et surtout du grand marché méditerranéen (et autre) ; de qualité plus ou moins fine, couverte en entier ou partiellement d’un vernis rouge-orangé, plus ou moins lisse et brillant, dans quelques cas décorée de façon diverse (à la barbotine, par des guillochis, avec des poinçons imprimés, en relief par moulage ou décor d’applique, [par lustrage ou lissage]) ».

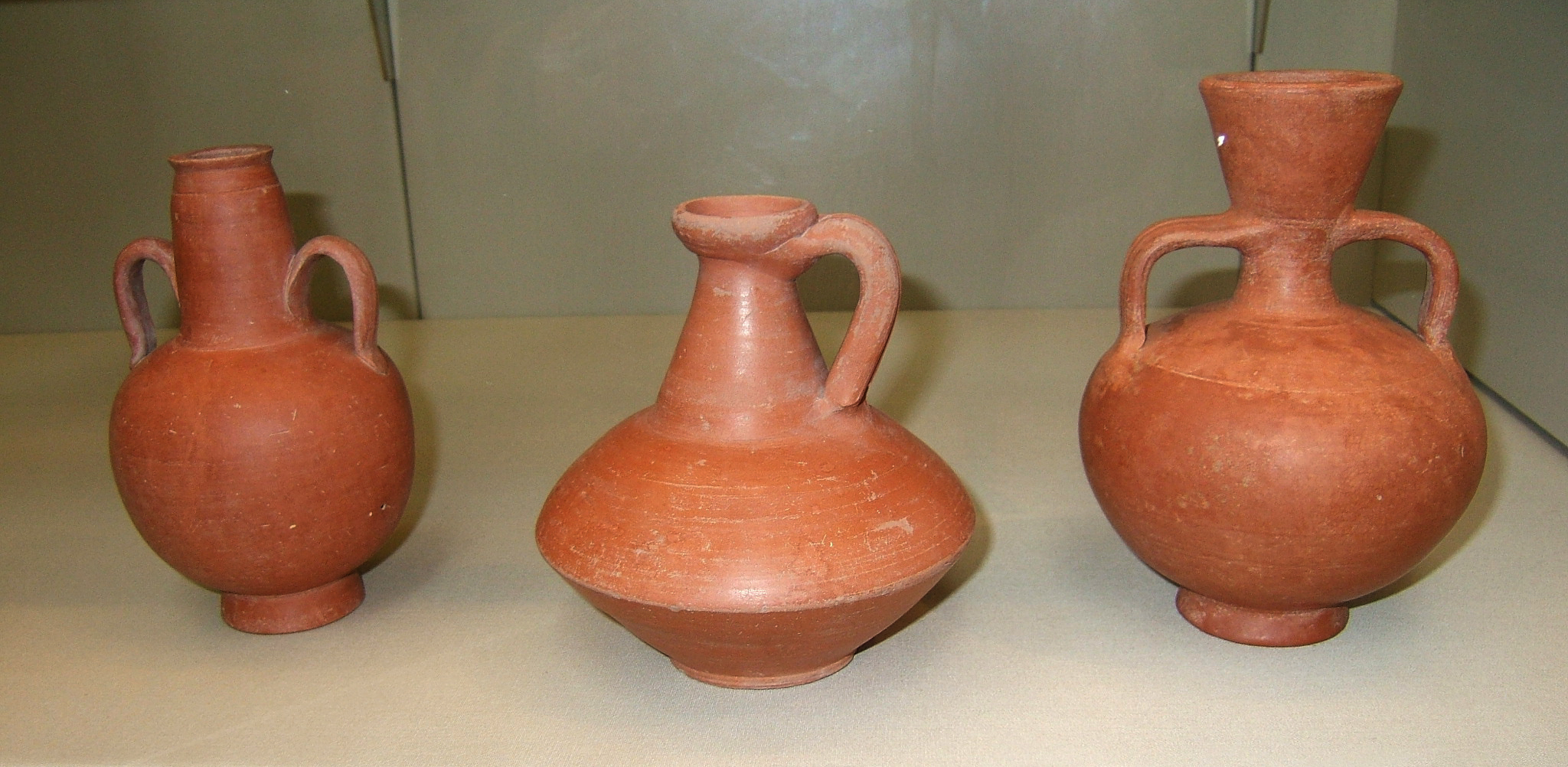
Céramiques claires africaines
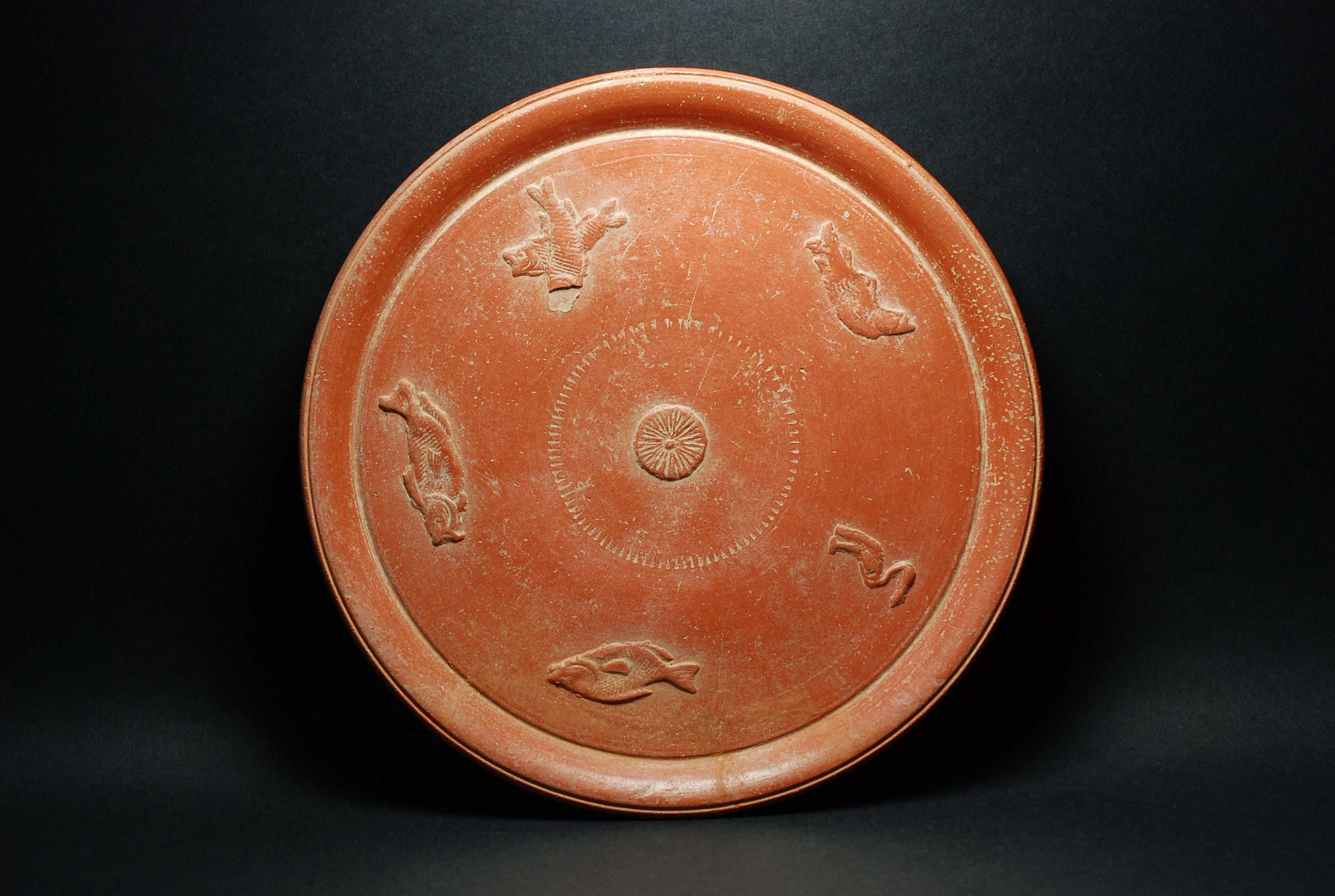
Plat en sigillée, production d'Afrique du Nord, IIIe siècle

### L’Orient
- Asie Mineure[27]

La production de céramique en Asie Mineure s’inscrit au départ dans la continuité des productions hellénistiques ainsi à Pergame jusque vers 50. Des ateliers restent actifs sur la longue durée dans cette région, ainsi à Smyrne et Tarse la production est continue jusqu’au IIIe siècle. La production « orientale » de sigillée s’est développée dès le Ier siècle av. J.-C. puis, remplaçant les importations italiques, est devenue très abondante aux IIe et IIIe siècles. Les centres exacts de production de ces céramiques « orientales » ne sont pas toujours bien identifiés et les localisations ont été discutées. Il y aurait au moins trois ou quatre grandes régions de productions. Samos serait la plus ancienne, dès le Ier siècle avant notre ère (sigillée ES A, céramiques à pâte claire) ; puis les régions d’Éphèse et de Tralles auraient développé leur production à partir du dernier quart du Ier siècle apr. J.-C. (sigillée ES B, céramiques à pâtes rouges). La région de Pergame aurait exporté sa production jusqu’au IIIe siècle en direction de la mer Égée et de la mer Noire (sigillée ES C, céramique dite de Çandarli, à pâtejaune-rouge). Enfin une production est aussi attestée à Sagalassos de Pamphylie. Au tournant des IIe et IIIe siècles, les productions égéennes sont bien représentées dans les importations de céramiques de la ville de Rome, même si elles viennent loin derrière la production africaine.[réf. nécessaire]
- Proche-Orient[27]

Hors de l’Asie Mineure une production semble attestée aussi en Syrie (sigillée ES A). La localisation des ateliers est cependant très mal connue. La diffusion des sigillées orientales fut très lointaine, jusqu’en Inde.

## La production

### Conditions de localisation
La production de sigillée dépendait de facteurs naturels : la région de production devait combiner la proximité de bancs d’argile et de forêts pour le bois de chauffage nécessaire à la cuisson.[réf. nécessaire]
Pour produire de bons engobes sigillés, il faut une argile pauvre en quartz et qui puisse être travaillée en terre franche, c'est-à-dire sans adjonction d'un dégraissant. Les ateliers de sigillée sont très groupés, situés sur les bancs d'argile adéquate.
La proximité avec un ou des axes de communication importants était aussi nécessaire afin de donner une diffusion lointaine à la céramique et de permettre une exploitation rentable. Le coût du transport par voie terrestre est particulièrement élevé ; il est donc souhaitable que l'atelier soit à proximité d'une voie d'eau. Mais le marché rural n’est pas tant près des voies d'eau, que dans les zones de contact de régions complémentaires : montagnes-plaines, ou des cités différentes, des lieux de rencontres importants souvent culturels.

### La main-d’œuvre et l'organisation de la production
Outre la fouille archéologique des lieux de productions, plusieurs types de documents peuvent nous renseigner sur l'organisation de la production ; en particulier les estampilles et les graffites indiquant le nom des potiers sur les produits. Le site de la Graufesenque a aussi livré de nombreux comptes de potiers établis à l'occasion de la cuisson des fournées. À la suite de Karl Strobel on a pu aussi tenter d'expliquer l'organisation de la production à partir de ce que la documentation papyrologique nous apprend sur les ateliers de potiers d'époque romaine en Égypte.[réf. nécessaire]

### Les décors
Les décors, qui constituent l'aspect le plus frappant des céramiques sigillées romaines, pouvaient être obtenus de plusieurs façons.[réf. nécessaire]
Ces décors sont réalisés à l'aide d'un moule. Avec le tour, le potier plaquait l'argile contre les parois du moule qui servait à réaliser la partie décorée grâce à des motifs réalisés « en creux » à l'aide de poinçons : les motifs apparaissaient ainsi en relief sur le vase. Après séchage partiel (à consistance cuir) et démoulage, le pied était rajouté ainsi que toute autre partie lisse du vase réalisée au tour ; et le vase entier pouvait partir à la cuisson en compagnie des très nombreux autres exemplaires quasiment identiques.
Des « reliefs d'applique », fabriqués à part, pouvaient être collés sur les pièces avec de la barbotine, mixture d'argile très fluide qui servait aussi à coller toutes autres pièces rapportées (anse, pied, etc.). Les reliefs d'applique ajoutaient de forts reliefs : personnages, animaux, végétaux, ensembles stylistiques de toutes sortes, etc.
Des gouges, roulettes et molettes, surtout à l'époque tardive, permettait des incisions et des décors très divers.
La signature du potier était imprimée par un poinçon ou estampille (parfois appelé « timbre », en liaison avec le mot anglais « stamp » désignant l'estampille) sur le fond du moule. Les pièces pouvaient être estampillées à l'intérieur, ou l'estampille pouvait être intégrée au décor extérieur - une pratique devenant courante pour les propriétaires d'ateliers renommés à la grande époque des sigillées, selon le principe de marketing qui consiste à se servir d'une marque connue. Parfois on trouve l'estampille répétée plusieurs fois en motifs sur le vase.
L'usage d'un moule combiné avec l'usage d'un tour permettait une fabrication en de très nombreux exemplaires.

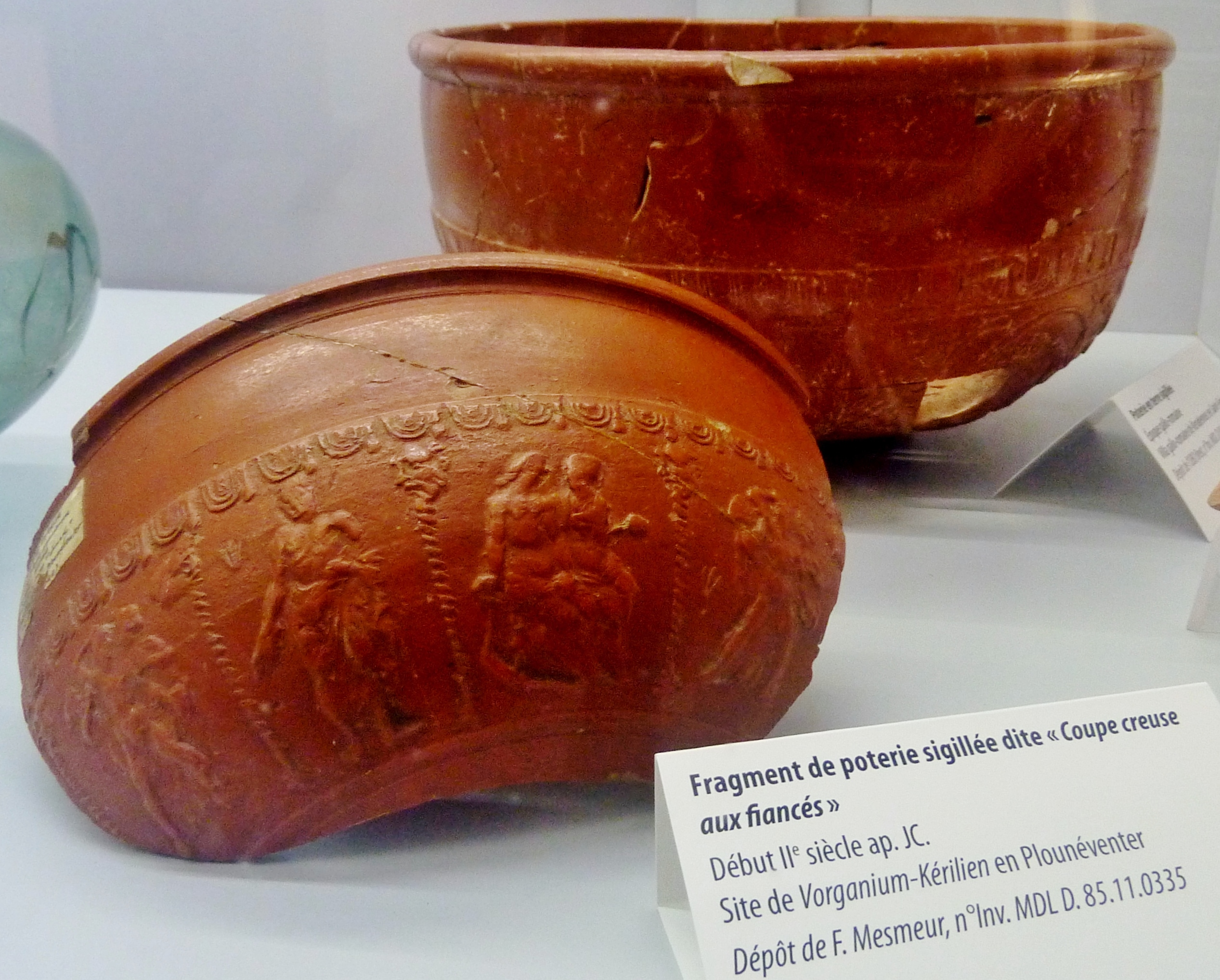
Fragment dit « Coupe creuse aux fiancés » (début IIe s.) de Vorganium (Kerilien, Plounéventer) (Musée du Léon de Lesneven).
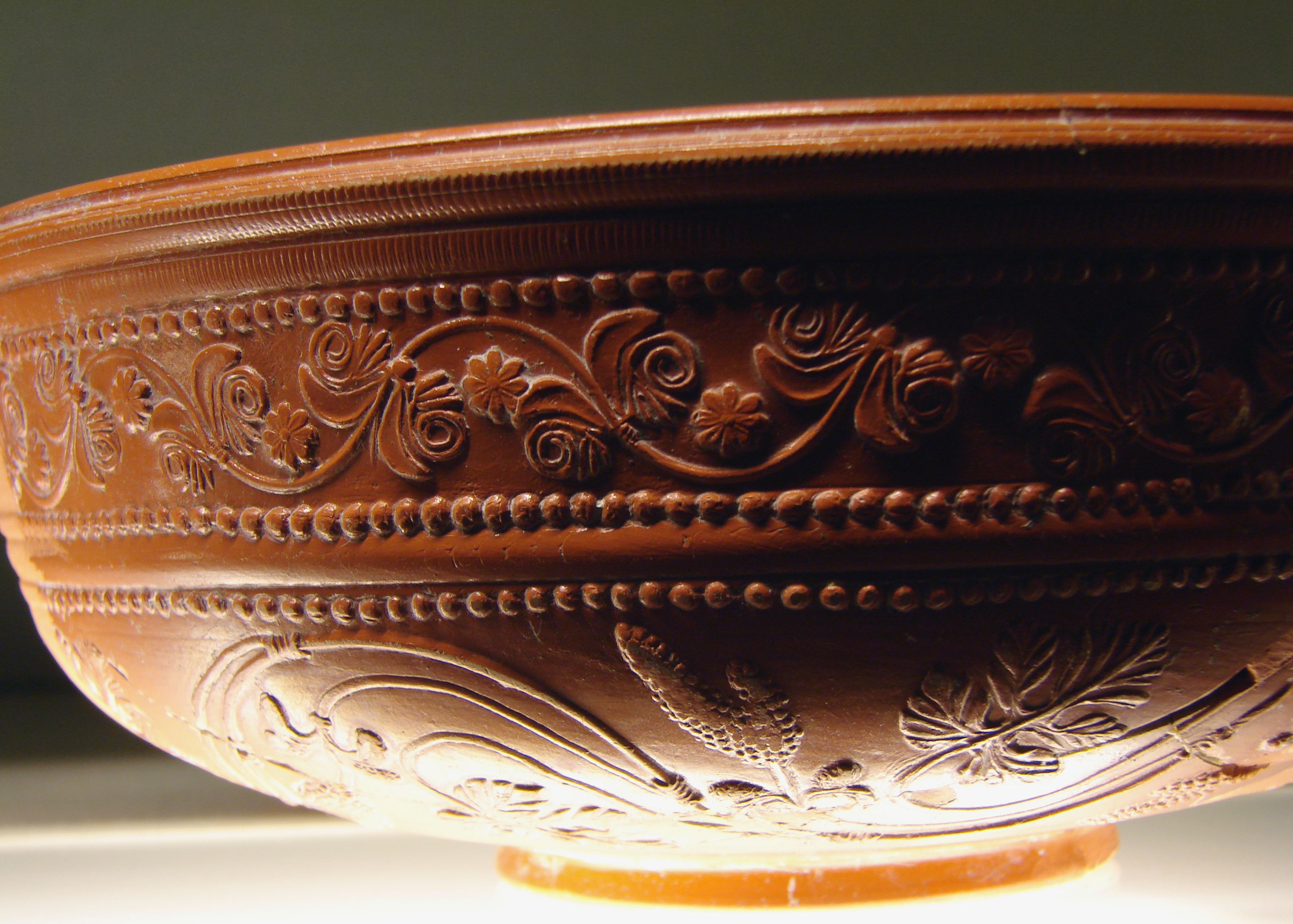
Céramique sigillée (musée de la Cour d'Or, Metz)
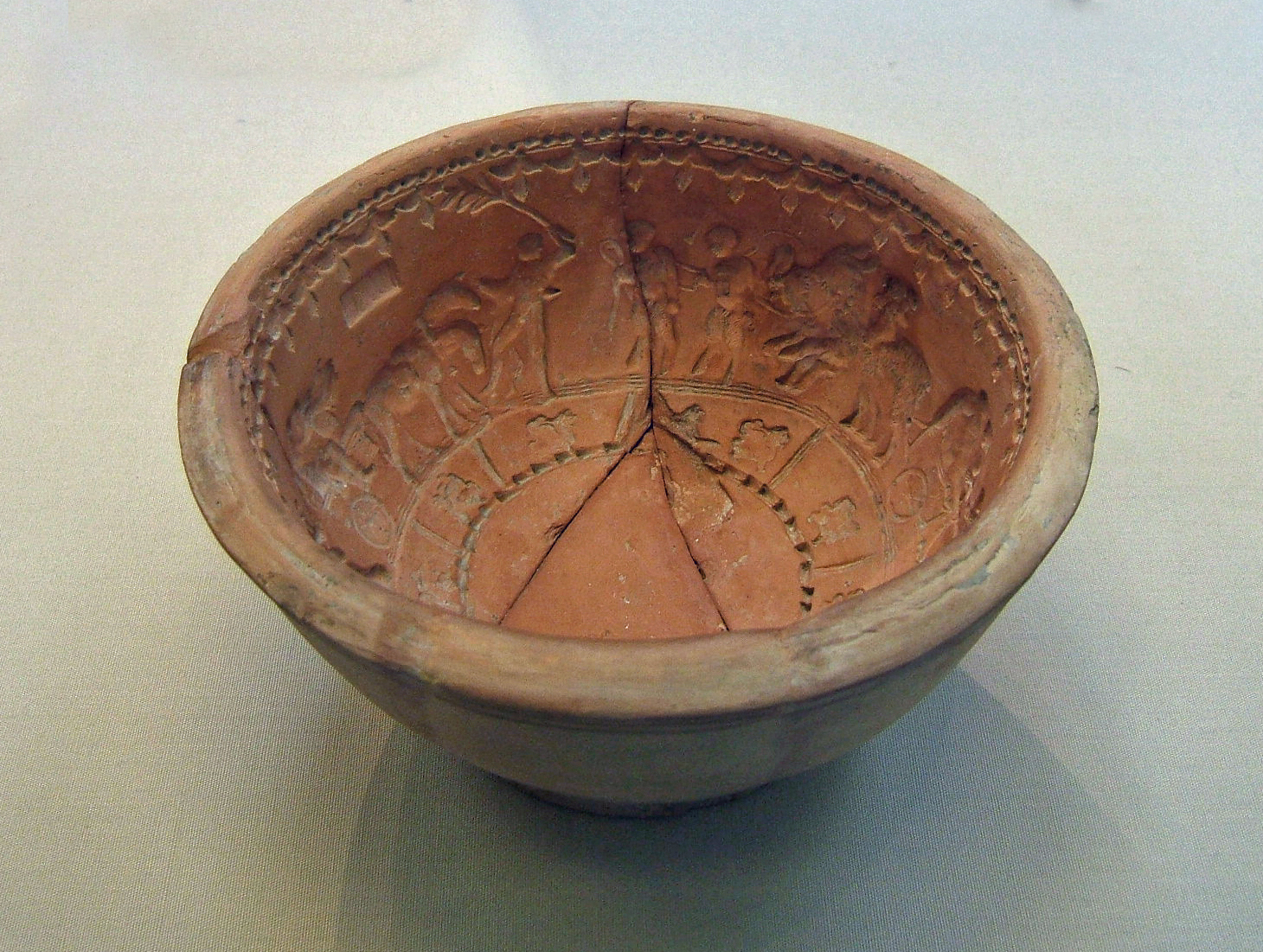
Moule d'un potier arétin, atelier de P. Cornelius, Ier siècle av. J.-C.
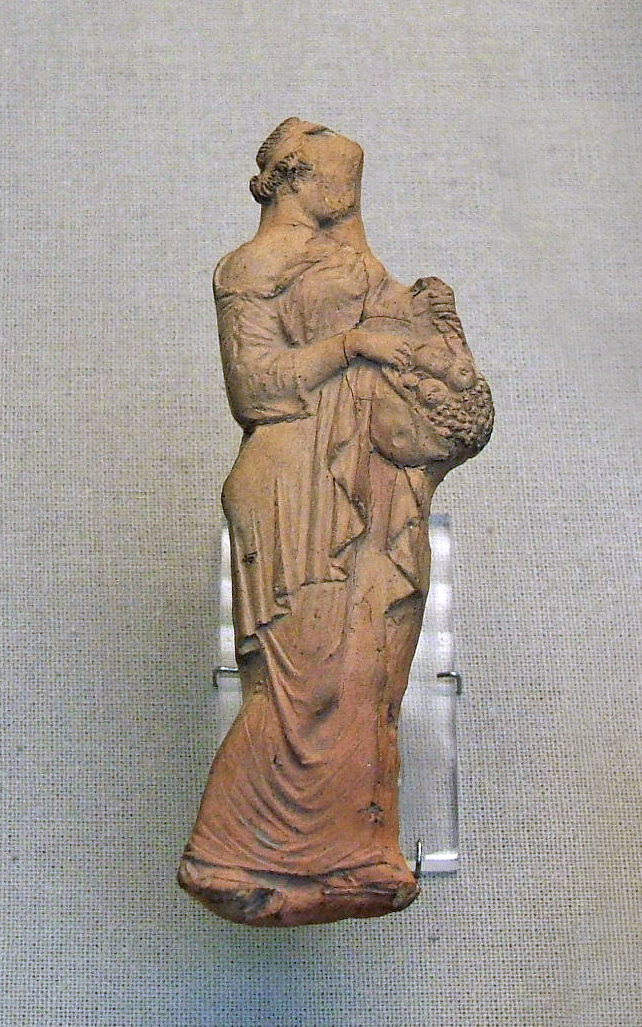
Poinçon représentant le Printemps
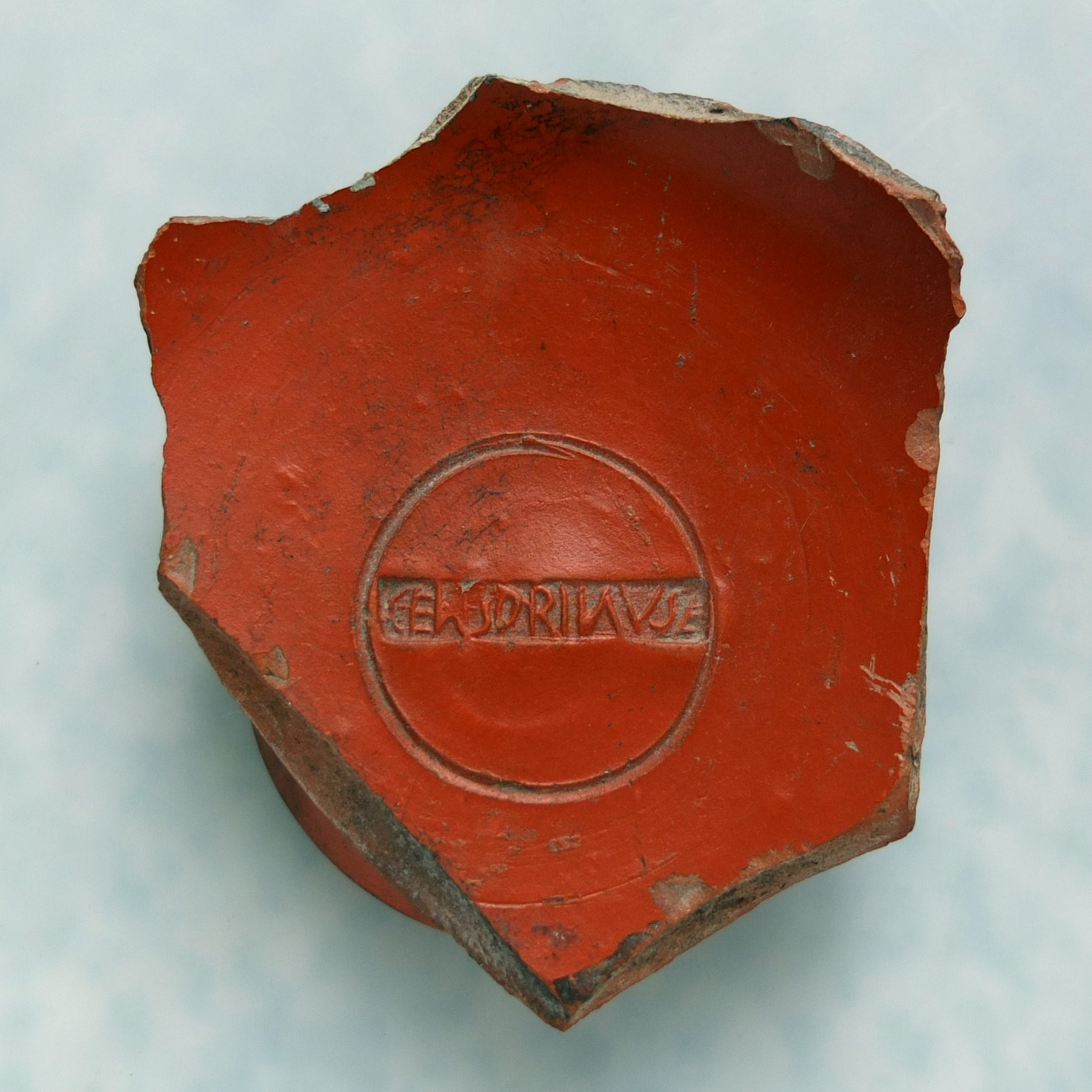
Tesson avec une estampille indiquant le nom du potier CENSORINVS

### Les ensembles appareillés (services)
Les services, ou ensembles de plats appareillés par leurs formes et leurs profils, sont décrits pour la première fois par Siegfried Loeschcke pour la sigillée unie de type arétin de Haltern. Loeschcke y détermine quatre types de services, numérotés de I à IV - les types III et IV étant des variantes des deux premiers. Les services I et II de Haltern se trouvent également à la Graufesenque (Condatomagus) dans la première moitié du Ier siècle ; puis les ensembles, ou services, de type arétin disparaissent sous Claude (41-54 apr. J.-C.) ; mais le principe de services reparaît à la Graufesenque vers l'année 70, avec une céramique « gaulisée » : ce ne sont plus des imitations de sigillée arétine mais des pièces de conception entièrement gauloise et qui incluent au moins coupe, assiette et petit plateau à piédestal, démontrant un haut niveau de technicité et de standardisation y compris dans les calibrages qui restent pratiquement identiques d'un service à l'autre. H. Vernhet en signale six nouvelles séries pour cette époque. Deux empilements de pièces pratiquement intactes sont retrouvés à l'atelier de Terre-Franche dans un dépotoir du IIe siècle, avec les différents plats s'encastrant les uns dans les autres pour former des piles - ce qui suggère fortement l'idée d'ensembles appareillés ou services.
Soixante ans après la publication de Loeschcke et à la lumière des fouilles des années 1960 et 1970, Goudineau réajuste et complète les services définis par S. Loeschcke :
Service II de Haltern par Loeschcke
- plat 2 : forme Drag. 17 : Goudineau 26
- tasse 8 AB : forme Ritt. 5 : Goudineau 27
- tasse 12 : forme Drag. 24/25 : Goudineau 38
- plat 36 : forme Drag. 15/17 : Goudineau 28

Service III de Haltern par Loeschcke
- tasse 10 : forme Drag. 23 : Goudineau 29
- tasse 11 : forme Drag. 27 : Goudineau 32
- tasse 13 : forme Ritt. 8 : Goudineau 35
- tasse 15 AB : forme Ritt. 9 : Goudineau 41[35].

À Lezoux, un service associant assiette/plat (forme Lez. 32, équivalent à la forme Walters 79) et coupelle apparaîtrait au milieu du IIe siècle. On trouve aussi un service associant coupelle Lezoux 42 et assiette Lezoux 43, et un autre associant coupelle Lezoux 44 et assiette Lezoux 45.

### Réalisation et cuisson des céramiques

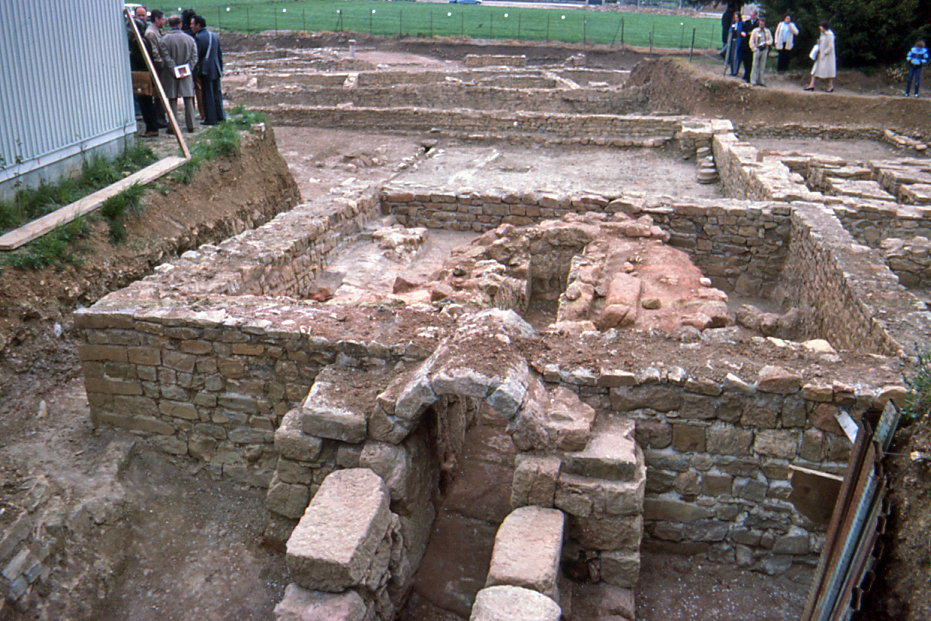
Le « grand four » de la Graufesenque (photographie prise en 1980). Au premier plan, l'entrée du conduit de chauffe.

Les céramiques sigillées sont des céramiques dites « à pâte claire » qui nécessitent une cuisson en atmosphère oxydante dite cuisson « en mode C ». Les poteries sont donc isolées du foyer et des flammes. Leur cuisson nécessite l'usage de fours à tubulures dont le rendement thermique est inférieur à celui des fours à flamme nue. Cependant les températures de cuisson doivent être très élevées, ainsi à la Graufesenque les températures de cuisson pour les sigillées se situaient entre 1050 et 1 100 °C. La réalisation de céramiques sigillées suppose donc un supplément de coût par rapport aux productions ordinaires : la consommation de bois pour la cuisson pouvant être deux à trois fois supérieure à celle nécessaire pour la céramique commune. Les fours utilisés pour la cuisson des sigillées étaient parfois de taille considérable. La connaissance des techniques employées s'appuie essentiellement sur les fouilles archéologiques, l'une des plus connues étant la fouille du « grand four » du site de la Graufesenque réalisée en 1979. Une reprise de la fouille en 2005 par D. Schaad a voulu montrer que les interprétations initiales étaient erronées : le four n'aurait pas été aussi grand qu'on l'avait pensé et était de forme circulaire avec des tubulures périphériques comme dans le cas d'autres fours connus à Montans ainsi que dans le centre et l'est de la Gaule. Cependant les conclusions de D.Schaad ont été contestées et réfutées par Maurice Picon et Alain Vernhet.

## Interprétation économique

### La sigillée, un cas exemplaire des débats sur l’économie antique
La nature de l'économie antique a été l'objet d'un débat historiographique important à partir de la fin du XIXe siècle. Ce débat opposa les savants considérant que l'économie antique était proche de l'économie capitaliste moderne - nommés modernistes - des savants considérant qu'elle était bien différente car essentiellement tournée vers l'autoconsommation et incapable de créer des phénomènes de marché distinct des autres structures sociales. Cette économie archaïque aurait été comme enchâssée dans le politique et le culturel et relativement immuable. Pour cette raison les savants soutenant cette opinion furent nommés primitivistes, le plus renommé d'entre eux étant Moses Finley, alors que la figure la plus connue des « modernistes » fut Michel Rostovtzeff. Le caractère péjoratif des appellations « modernistes » et « primitivistes » rend assez bien compte de la violence que purent atteindre ces polémiques, dont l'enjeu, s'il a changé ces dernières années, n'est pas totalement éteint. Dans un tel contexte historiographique, le cas de la sigillée a soulevé de nombreuses discussions : l'ampleur des productions et des diffusions, le déplacement géographique des centres de productions appelaient des explications et semblait a priori soutenir l'hypothèse moderniste. Les liens qui pouvaient exister aussi entre les propriétaires de ces ateliers et la classe politique dirigeante furent aussi discutés dans le cadre du débat : réussir à identifier les propriétaires des ateliers avec les élites politiques romaines, c'était clairement faire de ces dernières une classe sociale accaparant les moyens de production et le pouvoir politique, et donc la rapprocher de la bourgeoisie de l'époque moderne. Le débat on le voit ne pouvait pas non plus totalement éviter d'être influencé par des considérations politiques propres à l'histoire du XXe siècle et à la place du marxisme dans cette histoire.[réf. nécessaire]

### La question des propriétaires des officines
Timothy Peter Wiseman (en) a suggéré que des familles sénatoriales avaient des intérêts dans la fabrication et le commerce des céramiques arétines. Les noms de certains potiers renvoient en effet aux noms de sénateurs connus à la fin de la république, ainsi le potier T. Rufrenus porte un nom rare qui est aussi celui d’un officier servant sous les ordres de Lépide en -43 en Narbonnaise. De même le potier C. Vibienus renverrait au sénateur C. Vibienus, adversaire du tribun de la plèbe Clodius Pulcher. Ces deux familles sénatoriales auraient eu des possessions dans la région d’Arezzo et auraient investi en conséquence dans la production des céramiques. Il faut remarquer qu’en dépit de leur caractère « industriel » les métiers de l’argile – fabrication de céramiques, d’amphores, de tuiles et de briques – et leur lieu d’exploitation, les figlinae, sont considérés par les Romains comme des activités dérivées directement de l’agriculture. Il ne s’agit donc pas de commerce ou d’artisanat, activité qui peut nuire à la dignité et qu’un sénateur ne peut diriger directement, mais de la bonne gestion de son patrimoine familial. Les identifications proposées par Wiseman ont cependant soulevé les réserves de Moses Finley[réf. nécessaire], et la vision de Wiseman (1963) sur la non-mercantilisation des classes dominantes chez les Romains est également remise en question par des études plus récentes

## Typologie, décors et signatures de potiers
Des classements et des typologies sont peu à peu élaborés pour préciser l'origine et la date de fabrication des diverses sigillées. La présence de noms sur les vases, marques épigraphiques, facilite ce travail de classification qui est étendu ensuite au décor proprement dit.

### L'établissement d'une typologie: les grands jalons
L'identification et l'étude des céramiques sigillées repose sur leur typologie élaborée à partir de leur forme, de leur décor, des informations qu'elles peuvent porter (estampilles), et d'analyses archéométriques. L'étude des céramiques sigillées en Gaule commence au XVIIIe siècle, quand leurs décors sont utilisés pour illustrer des ouvrages sur la Gaule. À partir du XIXe siècle une plus grande attention est portée à la forme de la céramique elle-même ; la réalisation de répertoires de formes est une des premières étapes de leur étude systématique. Pour désigner une forme particulière, on utilise encore principalement les typologies élaborées depuis le XIXe siècle : une forme est désignée par le nom du savant, qui l'a le premier intégrée à une typologie et par le numéro de cette forme dans cette typologie. Ces typologies ont été complétées, revues et corrigées au fur et à mesure des découvertes.
Le premier ouvrage de synthèse (catalogue typologique) sur le sujet est celui d'Alexandre Brongniart, qui publie en 1844 son Traité des arts céramiques. 

Puis vient en 1894 la thèse de doctorat de Hans Dragendorff : De vasculis Romanorum rubris capita selecta, publiée en allemand en 1896 ; il y crée une classification de la sigillée qui fait encore référence de nos jours. Dragendorff publie 55 types, abrégées « Drag. ». On trouve ainsi les formes « Drag. 1 » à « Drag. 55 ». 

Dragendorff marque le début d'une vague d'archéologues-céramologues allemands spécialistes du monde gallo-romain, qui font des avancées considérables dans la classification des céramiques : Ritterling, Curle, Knipowitsch et F.O. Waagé, complètent le travail de Dragendorff. En 1909 Siegfried Loeschcke (1883–1956) publie ce qui est encore une référence en termes de datation de sigillée arétine : Keramische Funde in Haltern. Ein Beitrag zur Geschichte der augusteischen Kultur in Deutschland, dans lequel il définit la forme « Haltern » ou « Ha. » à partir de la céramique du site d'Haltern am See. En 1914, Franz Oelmann (1883–1963), qui étudie le matériel du camp militaire de Niederbieber (de), propose une classification technique de la céramique engobée autre que la sigillée (formes « Nied. »). De même W. Unverzagt (en) en 1916 pour les céramiques d'Alzey (formes « Alzey » ou « Al. »), qui incluent de la sigillée. D'autres auteurs suivent la même ligne de conduite pour d'autres sites.

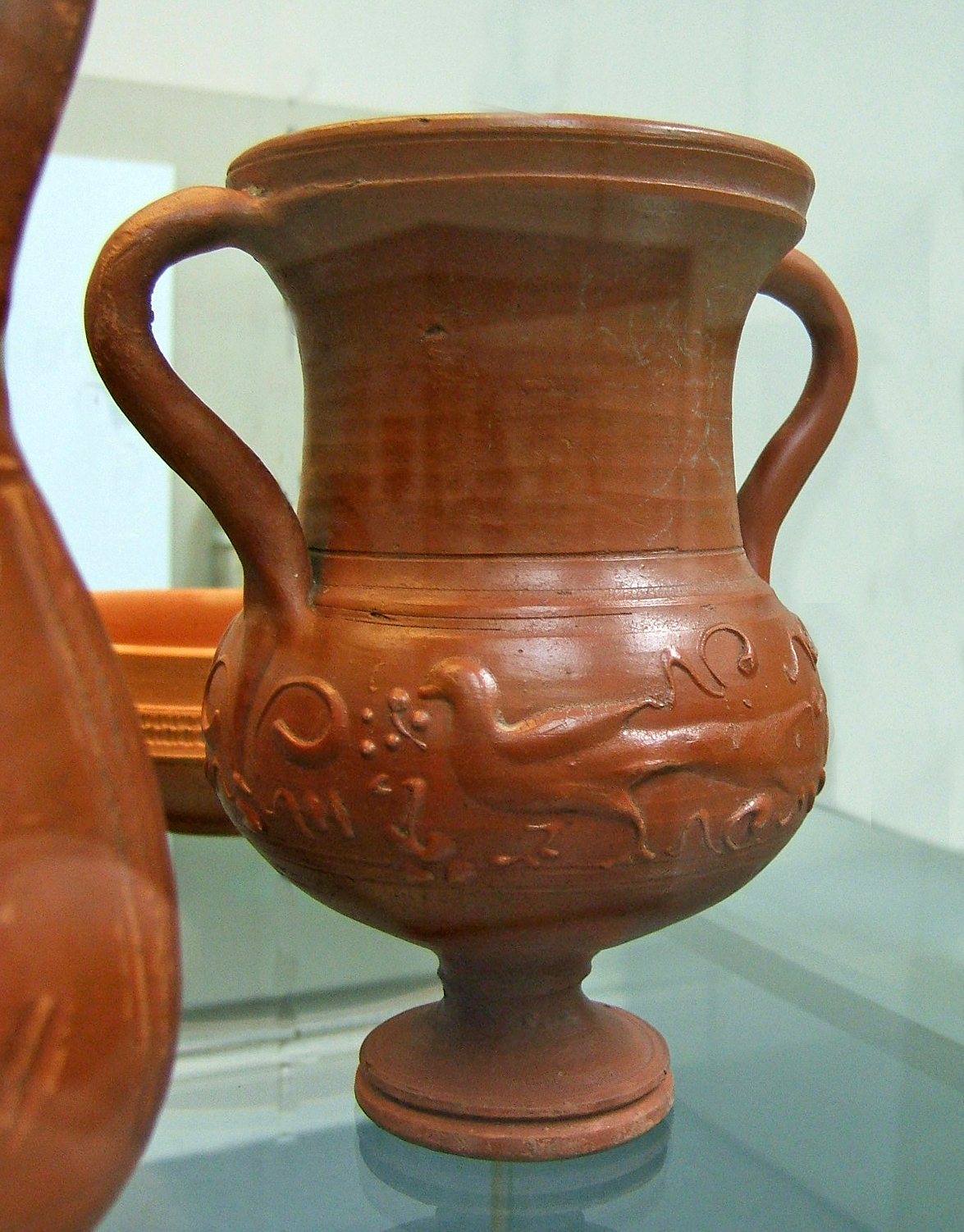
Forme « Ludowici VMe »

Dans le même temps, le français Déchelette complète en 1904 le travail de Dragendorff avec Les vases céramiques ornés de la Gaule romaine (Narbonnaise, Aquitaine et Lyonnaise),. Il publie 22 types ; l'abréviation «Déch.» passe à la postérité - on trouve les formes « Déch. 56 » à « Déch. 77 ». 

R. Knorr (de) ajoute le type 78 et Η. B. Walters complète avec trois nouveaux types numérotés de 79 à 81. Des variantes accroissent cet ensemble typologique ; par exemple la forme Walters 79 (équivalente à la forme Lezoux 32) a aussi un type dérivé appelé Walters 79R. Curle, Ludowici et Ritterling augmentent le corpus en définissant des variantes mais qui sont nomenclaturées de façon autonome, sans prolonger la numérotation de Dragendorff poursuivie par Déchelette, Knorr et Walters.
Puis deux ouvrages sont publiés en Angleterre, qui consacrent la typologie de la sigillée gauloise : An Introduction to the Study of Terra sigillata par Felix Oswald (de) et T. Davies-Pryce en 1920 ; et F. Oswald (de) Index of Potter’s Stamps on Terra sigillata « Samian Ware » en 1931. Cette typologie associe plusieurs classifications partielles : Dragendorff (1895), Déchelette (1904), Knorr (1919). La typologie de Hermet (formes « He. ») vient en complément pour les principales formes de sigillée. Et quelques formes sont désignées d'après le nom du site où elles ont été reconnues : Haltern (formes « Ha ») par Loeschcke déjà cité, Vindonissa (formes « Vind »), Pompéi (« Pomp »)…

Ettlinger (en) 1990 est le système de référence actuel (souvent cité comme « le Conspectus ») pour la sigillée de type arétin ; et Hayes (de) 1972 et 1980 pour les poteries de la période romaine tardive. 

En 1972 Hugues Vertet propose un répertoire des vases à décor moulé, remplaçant les patronymes Drag., Déch., par le sigle « fm » pour « forme moulée », sans modifier la numérotation courante : « Drag. 37 » devient « fm 37 », etc.. Mais cet effort de clarification et de simplification n'est pas suivi et la forme nouvelle « fm 28 » est depuis appelée communément « Vertet 28 ». 

De nombreux répertoires et corpus sont publiés qui ne se limitent plus aux styles identifiés par des marques épigraphes mais caractérisent aussi des styles anonymes.

Quelques exemples de formes et leur typologie
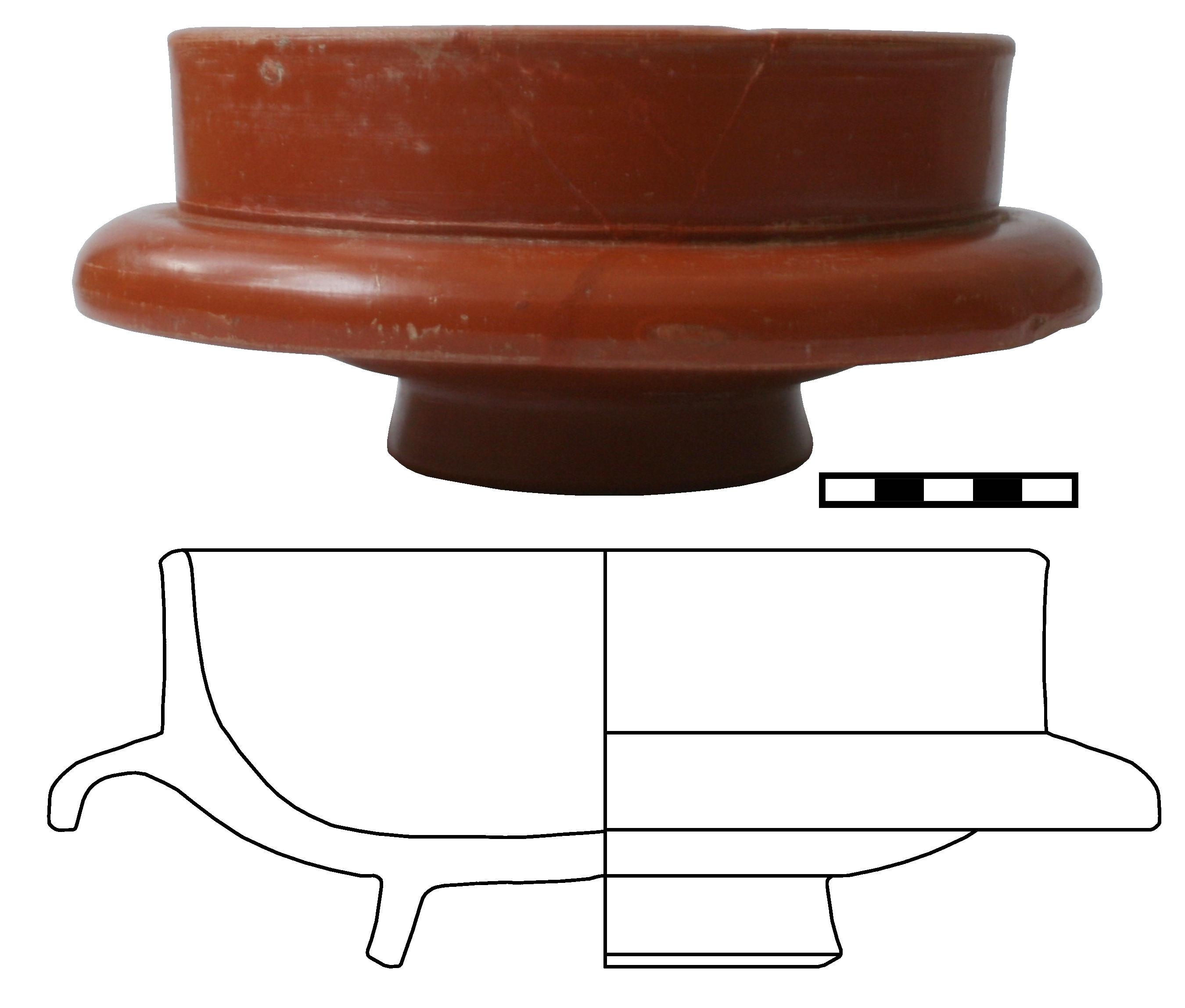
Forme Dragendorff 38
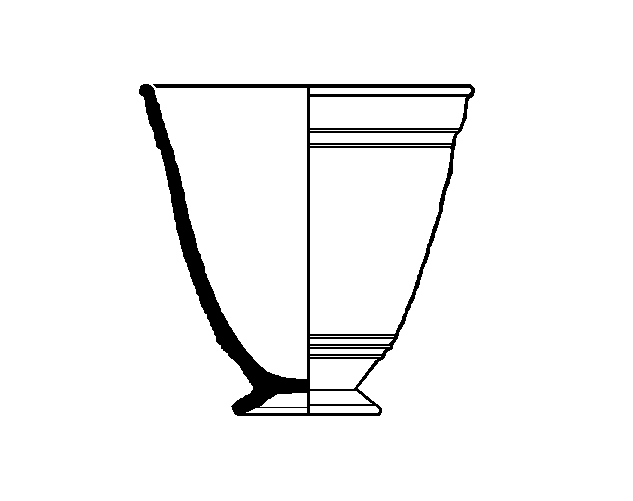
Forme Déchelette 64
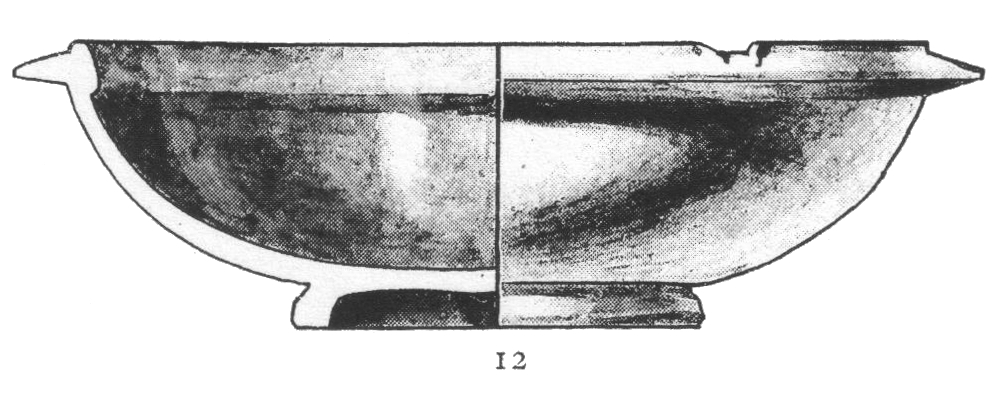
Forme Hofheim 12 (typologie par Ritterling[74] qui utilise le nom du site-type)
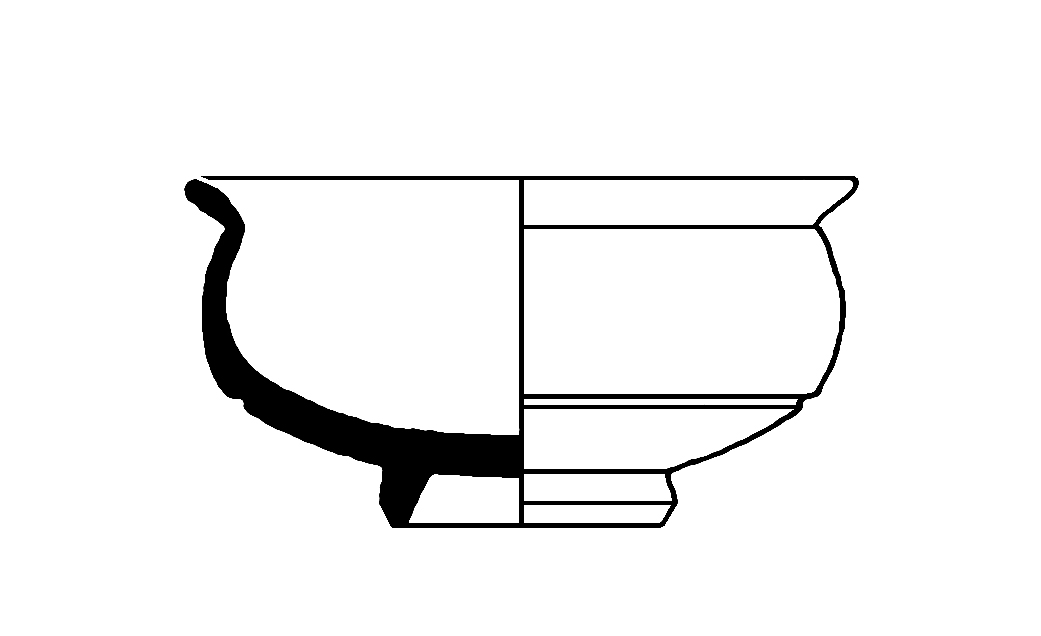
Forme Walters 81
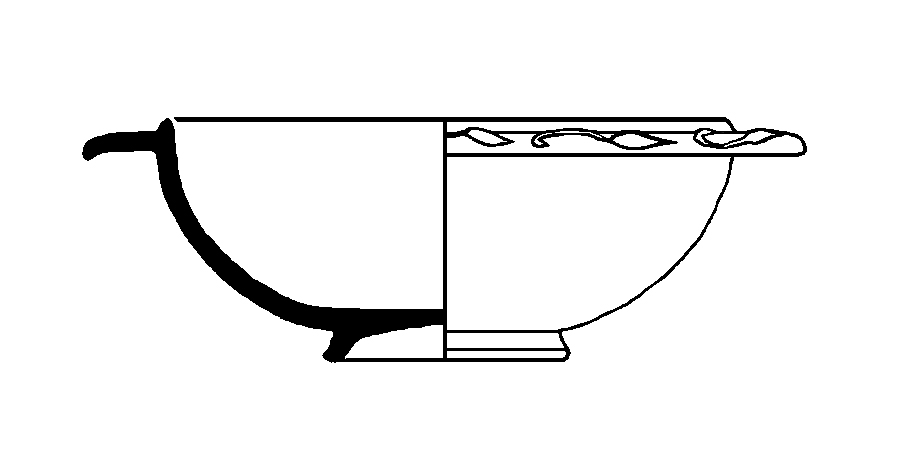
Forme Curle 11

Roth rappelle utilement que les systèmes de classification (dont les typologies) ne peuvent pas s'appliquer à tous les objets de la classe qu'ils visent, car ces typologies et autres systèmes de classements sont nécessairement biaisés par les centres d'intérêt de leur créateur.

### Typologie des décors
Ines Rognant-Béna (2011) note que « la méthode d’analyse des décors dite « traditionnelle », fondée sur la recherche de certains poinçons ou associations de poinçons spécifiques, […] n’est efficiente que si l’on fait preuve d’une grande rigueur dans le relevé des décors et si le nombre de poinçons associés est suffisant. Si celui-ci ne l’est pas, le choix des poinçons « caractéristiques » d’un potier devient trop subjectif.

### Marques de poinçons et signatures
En céramique, les poinçons servent à imprimer dans l'argile fraîche des motifs divers, généralement répétés pour former des ensembles décoratifs (frises, entourages de métopes, etc..
Les signatures correspondent à « toutes les marques de potier, qu’il s’agisse d’estampilles imprimées, épigraphiques et anépigraphiques, ou de graffiti en écriture cursive ».
Noter que le nom du potier sur une estampille n’est pas en soi un critère d'identification suffisant. Il faut aussi tenir compte de « la forme et la taille de l’estampille, la graphie, la déclinaison du nom (nominatif ou génitif), si la signature est antégrade, rétrograde ou circulaire, si elle s’inscrit dans un cartouche, si elle est in forma ou imprimée sur le fond des formes lisses et enfin le type de vase portant l’estampille ». Philippe Bet et Richard Delage recommandent aussi de noter les « critères externes » des estampilles sur vase moulé, c’est-à-dire à leur position sur le moule ou sur le vase ; et leur insertion dans le décor (intégré ou en surimpression). Ils préconisent de faire la distinction entre signature in forma et extra formam, une distinction presque toujours ignorée.
Dans sa publication de la céramique d'Antioche, qu'il mélange avec celle de Tell al-Judaidah à cause de leur similarité, Frederick O. Waagé note trois exemples de sigillée du Ier siècle imitant le type italien, et portant la marque « XAPIC » (« grâce divine »). D'autres céramiques de la même série portent des poinçons en forme de palmettes. Mais les poinçons les plus anciens de cette provenance sont des noms latins écrits en grec.

## Détermination du lieu d'origine: au-delà de la typologie
L'analyse de l’argile des tessons ou poteries devrait en principe en indiquer la provenance exacte. Mais certaines argiles se ressemblent singulièrement. Ainsi par exemple au IIe siècle l’argile de Lezoux et celle de sa succursale Terre-Franche, pour lesquelles les pourcentages de chaux vive sont à peu près aussi élevés pour l'un que pour l'autre. Cette richesse en chaux est délibérée et correspond à l'adoption des normes techniques de la sigillée italique lorsque ces ateliers gaulois commencent la production massive de sigillée. C'est pourquoi ce critère ne suffit pas pour déterminer l'origine d'une céramique, non plus que des observations superficielles sur la composition des argiles utilisés dans les ateliers différents.
Une étude détaillée de la composition des sigillées de l'Occident romain a été réalisée vers 1970 par le laboratoire du C.E.R.G.R. de l'université Lyon III,. 

Pour déterminer le lieu d'origine d'une pièce céramique en contournant les difficultés posées par les similarités de dispersion des pourcentages des éléments constituants, M. Picon propose donc une analyse discriminante basée sur la variation moyenne (m) et l'écart-type (σ) pour chaque composant. Ainsi par exemple pour Terre-Franche on obtient les données suivantes pour huit composants de base :
|                | CaO   | Fe2O3 | TiO2  | K2O) | SiO2) | Al2O3) | MgO) | MnO)  |
| -------------- | ----- | ----- | ----- | ---- | ----- | ------ | ---- | ----- |
| m (moyenne)    | 11,38 | 6,36  | 0,79  | 3,61 | 56,6  | 18,9   | 1,49 | 0,078 |
| σ (écart-type) | 4,78  | 0,57  | 0,074 | 0,24 | 4,1   | 1,1    | 0,27 | 0,030 |

Pour une pièce de céramique donnée, une comparaison est ensuite établie entre celle-ci et l’ensemble des éléments composant les productions de deux ateliers A et B, en calculant les densités de probabilité dA et dB de chacun de ces deux ateliers, à l'aide d'une équation matricielle. Ensuite les probabilités d'appartenance PA et PB à l'un ou l'autre atelier A ou B, sont déterminées par les relations suivantes :
PA = dA / (dA + dB)
et
PB = dB / (dA + dB)
Cette courte série de formules permet de déterminer sans erreur la provenance d'une céramique, sous réserve que la production globale des ateliers à comparer ait été préalablement analysée et les densités de probabilité respectives calculées pour les éléments composant leurs argiles.